# Donja Jajina
Donja Jajina (en serbe cyrillique : Доња Јајина) est une localité de Serbie située sur le territoire de la Ville de Leskovac, district de Jablanica. Au recensement de 2011, elle comptait 1 247 habitants.
Donja Jajina est officiellement classée parmi les villages de Serbie.

## Démographie

### Évolution historique de la population
| 1948 | 1953 | 1961 | 1971  | 1981  | 1991  | 2002  | 2011  |
| ---- | ---- | ---- | ----- | ----- | ----- | ----- | ----- |
| 739  | 800  | 897  | 1 187 | 1 264 | 1 333 | 1 338 | 1 247 |

|  |